# 黄避岙乡
黄避岙乡，是中华人民共和国浙江省宁波市象山县下辖的一个乡镇级行政单位。

## 行政区划
黄避岙乡下辖以下地区：
龙屿村、周家村、谢家村、兵营村、大斜桥村、横塘村、黄避岙村、鲁家岙村、白屿村、塔头旺村、大林村、鸭屿村、山夹岙村、横里村、高泥村和骍角岙村。